# Liste der Bischöfe von Saint-Omer
Die folgenden Personen waren Pröpste und Bischöfe von Saint-Omer (Frankreich):

## Pröpste
- Balduin 1013
- Helecin 1016
- Arnoul I. 1083
- Arnoul II. 1093
- Oger ca. 1123-ca. 1138
- Gerard I. 1151
- Peter I. von Flandern um 1160
- Robert I. um 1170
- Gerard II. von Flandern ca. 1180-ca. 1187
- Pierre II. de Colmieu, 1230–1236
- Pierre III. Kardinal de Sainte-Suzanne 1245–1256
- Johann I. von Blois 1256-ca. 1263
- Arnoul III. d’Anagame 1264–1289
- Matthieu de Colonne um 1324
- Nikolaus Capoti 1350
- Stephan de Colonne 1350–1378
- Karl von Poitiers 1387
- Johann II. von Poitiers 1388
- Mhier de Mareuil oder Martreuil 1389–1392
- Peter IV. Trousseau 1396–1409
- Hugo de Cayeu 1409–1426
- Quentin Menart 1426–1438
- Simon von Luxemburg 1430-ca. 1475
- Johann III. von Burgund 1480–1499
- Francois de Melun 1500–1521
- Eustache de Croi 1522–1538
- Robert II. de Croi 1538–1539
- Eduard de Bersacques 1539–1557

## Bischöfe
- Guillaume de Poitiers 1559–1561
- Gérard de Haméricourt 1563–1577
- Jean I. Six 1581–1586
- Jacques I. de Pamele 1587
- Jean II. de Vernois, O.P 1591–1599
- Jacques II. Blaze, F.M 1600–1618 (davor Bischof von Namur)
- Paul Jacques Boudot 1618–1627 (danach Bischof von Arras)
- Pierre Paunet, F.M 1628–1631
- Christophe de Morlet 1632–1633
- Christophe de France 1635–1656
- Ladislas Jonnart 1662–1671 (danach Erzbischof von Cambrai)
- Jacques-Théodore de Bryas 1672–1675 (danach Erzbischof von Cambrai)
- Jean Charles de Longueval 1675–1676
- Pierre Van Den Perre 1677
- Armand-Anne-Tristan de La Baume de Suze 1677–1784
- Louis-Alphonse de Valbelle 1684–1708 (vorher Bischof von Alet)
- François de Valbelle de Tourves 1708–1727
- Joseph-Alphonse de Valbelle de Tourves 1727–1754
- Pierre-Joseph de Brunes de Monlouet 1754–1765 (vorher Bischof von Dol)
- Louis-François-Marc-Hilaire de Conzié 1766–1769 (danach Bischof von Aire)
- Joachim-François-Mamert de Conzié 1769–1775 (danach Erzbischof von Tours)
- Jean-Auguste de Chastenet de Puységur 1775–1778 (danach Bischof von Carcassonne)
- Alexandre-Joseph-Alexis de Bruyère de Chalabre 1778–1790 (1796)
- Pierre-Joseph Porion 1791–1793 (konstitutioneller Bischof)